# Katastrofa lotu Flash Airlines 604

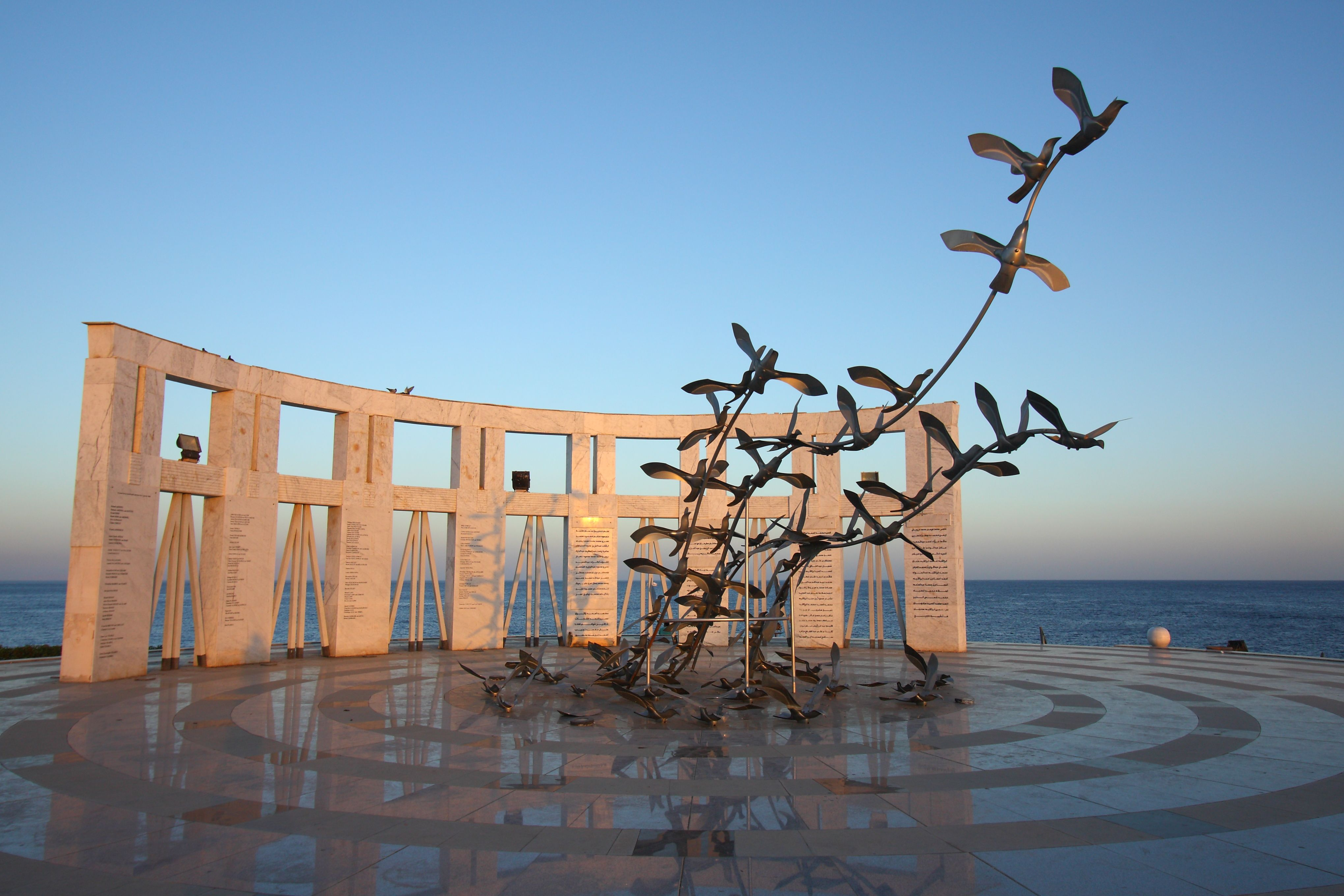
Pomnik w Szarm el-Szejk poświęcony ofiarom katastrofy

Katastrofa lotu Flash Airlines 604 miała miejsce w sobotę 3 stycznia 2004 o godzinie 4:44 czasu lokalnego, u wybrzeży Egiptu. Samolot Boeing 737-3Q8 SU-ZCF (nr fabr. 26283/2383),
należący do małych egipskich linii Flash Airlines, runął do Zatoki Akaba Morza Czerwonego zaraz po starcie z lotniska w Szarm el-Szejk. Nikt ze 148 osób (135 pasażerów i 13 członków załogi) nie przeżył katastrofy. Przyczyna katastrofy nie została jednoznacznie zidentyfikowana. Samolot leciał do Paryża (lotnisko Charles de Gaulle) z międzylądowaniem w Kairze, skąd – po krótkim postoju i wymianie załogi – miał wyruszyć w rejs do Paryża, gdzie był oczekiwany około godziny 9:00 rano w sobotę. 
Katastrofa ta była największą katastrofą lotniczą pod względem liczby ofiar w Egipcie do czasu katastrofy lotu Metrojet 9268 w 2015 roku, w której zginęły 224 osoby.  

## Przebieg i opinie
Zgodnie z relacją mediów egipskich, samolot zniknął z radaru 2 minuty po starcie, ok. 15 kilometrów od lotniska i runął do Morza Czerwonego. Ponieważ warunki atmosferyczne były bardzo dobre (świetna widoczność, 17 stopni Celsjusza, lekki wiatr), a wypadek zdarzył się w okresie podwyższonego zagrożenia terroryzmem, pierwsze doniesienia sugerowały, że przyczyną zdarzenia była akcja któregoś z ugrupowań terrorystycznych, występującego przeciwko polityce władz Egiptu. Do zamachu przyznało się jedno z ugrupowań z Jemenu. Głębsza analiza miejsca katastrofy, jak i fakt, że szczątki były rozrzucone na niewielkim obszarze, wykluczyły zamach terrorystyczny. Samolot uderzył w powierzchnię wody w jednym kawałku.
Po starcie Boeing 737-300 rozpoczął wznoszenie na wysokość przelotową, na wysokości około 6000 stóp, samolot zaczął przechylać się w prawo, po czym pogłębił przechył na skrzydło, przeszedł na plecy i runął do morza. Załoga próbowała wyprowadzić samolot z tego położenia, jednak wobec bardzo ciemnej, bezksiężycowej nocy nie było to możliwe w VFR. Przyczyna katastrofy do dziś nie jest jasna. Z zapisów FDR i CVR wynika, że kapitan nie był do końca świadom tego, co dzieje się z maszyną. Wiadomo jednak, że maszyna wystartowała z usterką elektryczną (usterki do dziś nie zidentyfikowano). Jako powody katastrofy przyjmuje się:
- jedną z 4 usterek mechanicznych, które mogłyby doprowadzić do katastrofy (sterolotki, spoilery, trymer lotek);
- zaburzenie prawidłowego postrzegania rzeczywistości przez pilota, zawroty głowy (vertigo);
- brak odpowiedniego przeszkolenia
- błędy w zarządzaniu CRM pomiędzy kapitanem a drugim pilotem

Podczas dochodzenia ustalono, że drugi pilot prawdopodobnie wiedział, co dzieje się z samolotem, jednak nie ośmielił się zabrać głosu z uwagi na relacje panujące w kokpicie (kapitan był generałem wojsk egipskich i bohaterem narodowym, drugi pilot był niższy rangą).

## Pomoc
Po katastrofie Francja wysłała do Egiptu batyskaf, okręt wyposażony w specjalny sonar, statek pomocniczy, samolot i helikopter, a także grupę 16 nurków. Ekipa ta miała pomóc ratownikom egipskim w poszukiwaniach szczątków ofiar i resztek samolotu, m.in. czarne skrzynki samolotu. Czarną skrzynkę egipskiego Boeinga 737 wydobył z dna Morza Czerwonego francuski robot głębinowy Scorpio 2000.

## O liniach
Linie Flash Airlines zostały założone w 1996 roku, a ich główną bazą było lotnisko w Kairze. Firma wyspecjalizowała się w obsłudze ruchu turystycznego w oparciu o dwa Boeingi 737-300. Flash Airlines wykonywały również loty czarterowe do Warszawy. Jak wykazała inspekcja, linie nie przestrzegały procedur technicznych mających na celu zapewnienie bezpieczeństwa lotów (dlatego m.in. od października 2002 roku miały zakaz przelotów nad terytorium Szwajcarii). Następne zakazy lotów wprowadziła Polska i Norwegia. Linia zbankrutowała 3 miesiące po katastrofie.
Katastrofa lotu Flash Airlines 604 była ostatecznym powodem założenia czarnej listy linii lotniczych, które mają zakaz lądowań w Unii Europejskiej. Jeśli jedno państwo wykryje jakieś nieprawidłowości w funkcjonowaniu danej linii, może zakazać jej samolotom lądowań na swoich lotniskach, a zakaz ten automatycznie obejmie wszystkie kraje Unii.

## Narodowości ofiar katastrofy
| Kraj              | Pasażerowie | Załoga | Razem |
| ----------------- | ----------- | ------ | ----- |
| Francja           | 132         | -      | 132   |
| Egipt             | -           | 13     | 13    |
| Maroko            | 2           | -      | 2     |
| Stany Zjednoczone | 1           | -      | 1     |
| Razem             | 135         | 13     | 148   |